# Antoni Xirau Palau
Antoni Xirau i Palau (Figueras, España, 1898 - Bagneux (Altos del Sena), Francia, 1976) fue un político, abogado y profesor universitario español.

## Biografía
Hermano del filósofo Joaquín Xirau y del jurista Josep Xirau. Estudió derecho en la Universidad de Barcelona, donde fue uno de los impulsores del Grup Lliure d'Ensenyament, que organizaba conferencias en centros obreros. Hizo el servicio militar en Marruecos con Josep Tarradellas. Desde 1923 ejerció la abogacía.
Fue el primer director del diario L'Opinió (1928). En 1930 formó parte de la comisión que redactó el Manifest d'Intel·ligència Republicana, y en marzo de 1931 participó en la Conferència d'Esquerres, siendo uno de los fundadores de Esquerra Republicana de Catalunya (ERC). Fue elegido diputado a Cortes en las primeras elecciones de la Segunda República Española (1931). Participó en la redacción del Estatut de Núria. En las elecciones al Parlamento de Cataluña de 1932 salió elegido por la provincia de Gerona. Fue consejero de sanidad y asistencia social (octubre-diciembre de 1932) y de agricultura y economía (diciembre de 1932-enero de 1933) en el gobierno Macià.
En septiembre de 1933 fue expulsado de ERC y participó en la fundación del Partit Nacionalista Republicà d'Esquerra. Aun así, defendió la postura del gobierno de la Generalitat en la Llei de Contractes de Conreu y participó en la revolución de 1934, razón por la cual estuvo un tiempo preso en el barco Uruguay. En las elecciones generales de España de 1936 se presentó en la candidatura unitaria del Front d'Esquerres y se reincorporó a ERC, como el resto de su partido. Durante la guerra civil española (1936-1939) no ejerció cargos más allá de sus funciones como diputado. Al final de la guerra se exilió en México y luego en Francia, donde ejerció de profesor universitario. Fue miembro del comité ejecutivo de ERC en el exilio.

## Obra
- Safreu (1934)
- El meu poble i altres poemes (1953)
- Almogàvers (1954)